# Абу Сахль Худжанди
Абу Сахль Худжанди (перс. ابوسهل خجندی‎; род. Худжанд — XI век) — персидский визирь газневидского султана Ибрахима ибн Масуда. Прежде чем стать визирем, служил в диване Газневидского государства, а затем сменил Абу Бакра ибн Абу Салиха на посту визиря в 1059 году. Позже Абу Сахль впал в немилость, был заключен в тюрьму и ослеплён.